# Acciona
Acciona est une entreprise espagnole, spécialisée notamment dans le BTP et l'immobilier, ainsi que dans l'énergie (en particulier l'énergie renouvelable) et la logistique. Elle a construit notamment Nevada Solar One, la troisième centrale solaire au monde.

## Histoire
En mars 2007, elle acquiert 21 % d'Endesa, la principale société d'électricité d'Espagne.
En février 2009, Enel rachète pour 11 milliards d'euros, les 25 % d'Endesa que possédait Acciona.
En juillet 2009 un accord stratégique entre l'espagnol Acciona et le japonais Mitsubishi a été signé.
En octobre 2013, Acciona gagne un appel d'offres de 2,3 milliards de real pour construire une ligne de métro à Fortaleza.
En 2018, Acciona revend la société de transport maritime Transmediteranea à Naviera Armas Group.
En avril 2021, Acciona Energía introduit 17,25 % de son capital en bourse (Bourse de Madrid), sur la base d'une valorisation de l'entreprise de 8,8 milliards d'euros,. En 2022, Acciona reprend 24% du français Eolink spécialisé dans la production d'éoliennes flottantes.

## Filiales
- En France, le groupe est présent au travers de filiales.

## Sources et références
1. ↑  « https://www.elmundo.es/mundodinero/2004/01/29/Noti20040129184137.html »
2. ↑  , Les Échos, Présentation de l'activité, 09 août 2019
3. ↑  « Enel prend le contrôle d'Endesa », sur Batiactu, 23 février 2009 (consulté le 22 janvier 2024)
4. ↑  Alliance entre l'espagnol Acciona et le japonais Mitsubishi, Le Monde, 14 juillet 2009
5. ↑  Acciona wins $1 billion Brazilian metro contract, Reuters, 9 octobre 2013
6. ↑  « Naviera Armas Buys Trasmediterranea from Acciona », sur Marine Link, 26 octobre 2017
7. ↑  (en) Isla Binnie, Abhinav Ramnarayan et Arno Schuetze, « Spain's Acciona hires banks for IPO of $9.6 bln energy unit », sur Reuters, 14 avril 2021
8. ↑  (en) Isla Binnie, « Acciona Energia powers up IPO market with 7% rise on debut », Reuters,‎ 1er juillet 2021 (lire en ligne)
9. ↑  (en-US) Umesh Ellichipuram, « ACCIONA Energía acquires 24% stake in French company Eolink », sur Power Technology, 31 mai 2022 (consulté le 2 mars 2023)